# Дікісень
Дікісень, Дікісені (рум. Dichiseni) — село у повіті Келераш в Румунії. Входить до складу комуни Дікісень.
Село розташоване на відстані 116 км на схід від Бухареста, 16 км на схід від Келераші, 88 км на захід від Констанци, 138 км на південь від Галаца.

## Населення
За даними перепису населення 2002 року у селі проживали 490 осіб, з них 488 осіб (99,6%) румунів. Усі жителі села рідною мовою назвали румунську.